# Kanton Pustleben
Der Kanton Pustleben war eine Verwaltungseinheit im Distrikt Nordhausen des Departements des Harzes im napoleonischen Königreich Westphalen. Hauptort des Kantons und Sitz des Friedensgerichtes war Pustleben im heutigen thüringischen Landkreis Nordhausen. Das Gebiet des Kantons umfasste 18 Orte im heutigen Freistaat Thüringen.
Zum Kanton gehörten die Ortschaften:

- Pustleben
- Dietenborn
- Elende
- Friedrichslohra mit Lohra
- Großberndten
- Großwenden
- Hainrode
- Kleinberndten
- Kleinfurra
- Kleinwenden
- Mitteldorf
- Mörbach
- Münchenlohra
- Nohra mit dem Vorwerk Kinderode
- Oberdorf
- Rüxleben
- Wernrode
- Wollersleben